# Pierre Victor Galtier
Pour les articles homonymes, voir Galtier.
Pierre Victor Galtier, né le 15 octobre 1846 à Langogne (Lozère) et mort le 24 avril 1908 à La Mulatière, près de Lyon, est un vétérinaire et professeur titulaire, pendant trente ans, de la chaire de pathologie des maladies contagieuses, de la police sanitaire et de la législation commerciale et médicale à l'École vétérinaire de Lyon. Il est le premier à avoir développé un vaccin contre la rage (pour des animaux de laboratoire) avec des résultats expérimentaux probants, avant Louis Pasteur qui prit connaissance de ses travaux.

## Biographie
En 1846, Pierre Victor Galtier naît à Langogne de parents paysans.
En 1853, il est confié à des religieuses qui dirigent une école enfantine locale. Par deux fois, il s'enfuit de cette école. Il est confié alors à sa grand-mère habitant la ville de Langogne. À partir de ce moment-là et grâce à des professeurs qui lui inculquent l'importance du travail scolaire, son assiduité à l'école change.
Il fait ses études secondaires à Langogne puis à Mende à partir de la classe de seconde.
Ses humanités gréco-latines, commencées en la préfecture lozérienne, se terminent à La Chapelle-Saint-Mesmin dans la célèbre école ecclésiastique secondaire de Monseigneur Félix Dupanloup, petit séminaire, dépendant du séminaire d'Orléans. Il est reçu bachelier avec la mention « Très bien ».
Maître d'étude au collège de Marvejols, il se prépare activement à sa licence.
À cette époque, le département de la Lozère crée une bourse pour permettre à un étudiant pauvre de devenir vétérinaire.
En 1868, Pierre Victor Galtier obtient cette bourse pour suivre les cours comme élève à l'école vétérinaire de Lyon. Il se présente au concours d'entrée de cette école vétérinaire où il est reçu premier. Il est major de sa promotion pendant les quatre années d'études d'affilée et est récompensé par le « Grand prix Bourgelat ».
En 1873, il est diplômé vétérinaire. Il commence sa vie professionnelle comme collaborateur de M. Delorme, vétérinaire à Arles, dont il épouse la fille. Il entre dans l'enseignement vétérinaire avec la chaire de pathologie des maladies infectieuses, et à 33 ans il commence ses travaux sur la rage.
En 1876, sur concours, il est nommé chef du service de pathologie et d'anatomie pathologique, de clinique interne et de police sanitaire, dans son école, l'école de Lyon.
En 1877, cette école était à l'avant-garde des études expérimentales poursuivies sur la pathologie microbienne et la microbiologie, science qui n'en était qu'à ses premiers balbutiements. C'est en effet à l'École de Lyon que revient le mérite d'avoir, la première, soutenu le principe de la contagiosité de certaines affections comme la tuberculose, la morve, la rage contre de grands noms de l'École d'Alfort qui se sont unis pour défendre la doctrine de la génération spontanée.
En 1878, il est nommé professeur de pathologie des maladies contagieuses, de police sanitaire, de législation commerciale et médicale : cette année-là M. Bouley, Inspecteur général des écoles vétérinaires, obtient la création d'une nouvelle chaire qui séparerait l'enseignement de la pathologie générale de celui des maladies contagieuses. Après un concours brillant où la compétition est très serrée, Pierre Victor Galtier est désigné pour cette chaire qu'il occupe pendant trente ans. Dès lors, il se consacre à ses travaux de laboratoire et à l'enseignement.
Dès 1879, il réalise des découvertes importantes concernant deux maladies mortelles : la morve et la rage (voir travaux).
Signalons qu'en 1883, il est licencié en droit.
Pour ses travaux sur la rage, il est pressenti pour le prix Nobel. Mais le prix Nobel n'est décerné que du vivant des personnes : il meurt en 1908, juste avant l'attribution du fameux prix, qui est alors décerné à Paul Ehrlich et Ilya Ilitch Metchnikov,.

## Titres et distinctions
- 1881 : Membre titulaire de la Société d'anthropologie de Lyon[réf. nécessaire]
- 1887 : Membre titulaire de la Société nationale d'agriculture, histoire naturelle et arts utiles de Lyon[réf. nécessaire]
- 1888 :  Officier d'académie[réf. nécessaire]
- 1891 :  Chevalier de la Légion d'honneur[3]
- 1895 :  Officier de l'ordre du Mérite agricole[4]
- Correspondant de l'Académie de médecine[réf. nécessaire][Quand ?]
- 1898 : Correspondant de la Société nationale d'agriculture[réf. nécessaire]
- 1898 : Associé national de la Société centrale de médecine vétérinaire[5]
- 1901 : Élu associé national de l'Académie de médecine[6], par 56 suffrages sur 59[réf. nécessaire]
- 1903 :  Commandeur de l'ordre du Mérite agricole[4],[7]
- 1903-1908 Membre de l'Académie vétérinaire de France[réf. nécessaire]
- 1903 : Membre du Conseil départemental d'hygiène du Rhône[réf. nécessaire]
- 1905 : Président de la Société des sciences vétérinaires de Lyon[8]
- 1906 : Officier de l'Instruction publique[réf. nécessaire]
- Membre de la commission de vaccins du Rhône[réf. nécessaire][Quand ?]
- Quatre médailles d'or à l'effigie d'Olivier de Serres (travaux sur la rage, pneumo-entérite du mouton et du cheval et tuberculose), Société d'Agriculture de France[réf. nécessaire][Quand ?]
- 1887 : Prix Bréant (de 3 000 francs) pour son livre La rage envisagée chez les animaux et chez l'homme[9]
- 1887 : Prix Barbier (pour son ouvrage sur la rage) par l'Académie de médecine[6]
- 25 juin 1890 : Prix Behague de la Société nationale d'agriculture de France pour son travail sur la pneumo-entérite du mouton[réf. nécessaire]
- Médaille d'or de la Société nationale d'Agriculture pour Galtier et Violet (pneumo-entérite des fourrages)[3]
- 15 décembre 1891 : encouragement et 500 francs sur le prix Barbier pour l'Académie de médecine (pour les travaux sur la pneumo-entérite des fourrages)[10]
- 15 décembre 1891 : mention honorable et 500 francs sur le prix (Adolphe) Monbinne[n 1] (recherches sur la pneumo-entérite du mouton)[10]
- 1892 : Prix Stanski (pour la deuxième édition des maladies contagieuses)[réf. nécessaire]

## Les travaux de Galtier
Pierre Galtier s'est distingué pour ses travaux sur la rage. Il fut en effet le premier, avant Louis Pasteur, à mettre au point un vaccin contre la rage.
Il fait également des avancées importantes sur l'étude de la morve, sur la contagiosité des virus, etc (voir autres travaux).

### Les travaux de Galtier sur la rage
D'emblée, on peut dire que l'apport de Galtier est d'avoir fait le premier des recherches sur la rage et d'avoir conçu le premier vaccin contre la rage. Il fut plus qu'un précurseur de Pasteur dans la lutte contre la rage : il fut le créateur du vaccin et des concepts sous-jacents au vaccin. Par exemple, c'est lui qui postule que, en raison de la période d'incubation de la rage, le développement d'un vaccin pourrait être utilisé à titre curatif pour une maladie comme celle-ci.

#### 1879
Sa première publication sur la rage est un mémoire intitulé "Études sur la rage" publié dans deux revues vétérinaires,, et dont les conclusions sont publiés dans les Comptes rendus de l'Académie des sciences.
En effet, le 25 avril 1879, l'Académie des sciences publie sa note sur la rage. L'article publie ses conclusions très claires sur ses recherches :
« 1. La rage de chien est transmissible au lapin, qui devient de la sorte un réactif commode et inoffensif pour déterminer l'état de virulence ou de non-virulence des divers liquides provenant d'animaux enragés (…)
2. La rage du lapin est transmissible aux animaux de son espèce (…)
3. Les symptômes qui prédominent chez le lapin enragé sont la paralysie et les convulsions.
4. Le lapin peut vivre de quelques heures à un, deux et même quatre jours après que la maladie s'est manifestement déclarée.
5. (…) la période d'incubation est plus courte chez lui que chez les autres espèces. (Sur base d'un tableau d'expérience publié dans la note, Galtier calcule exactement et correctement une durée moyenne d'incubation pour le lapin de 18 jours).
6. L'acide salicylique, administré par injection hypodermique, à la dose quotidienne de 0,0068 gr, pendant quatorze jours consécutifs à partir de la cinquantième heure après inoculation, n'a pas empêché le développement de la rage chez le lapin.
Galtier a également une idée de génie : il entreprend des expériences en vue de rechercher un agent capable de neutraliser le virus rabique. Il pense que la découverte d'un moyen préventif efficace équivaudrait presque à la découverte d'un traitement curatif, surtout si son action était réellement efficace, un jour ou deux après la morsure, après l'inoculation du virus. C'est cette idée de génie qui est à la base du traitement préventif de la rage par la vaccination.
7. La salive du chien enragé, recueillie sur l'animal vivant et conservée dans l'eau est encore virulente cinq, quatorze, vingt-quatre heures après. (…) »

#### 1880
En 1880, Galtier publie un "Traité des maladies contagieuses" qui contient tout un chapitre sur la rage.
C'est dans cet ouvrage qu'il écrit cette phrase résumant ses premières observations sur l'immunité dans la rage : « Le virus rabique injecté directement dans le torrent circulatoire reste sans effet, c'est du moins ce que j'ai constaté dans plusieurs expériences où j'avais injecté dans la jugulaire du mouton une grande quantité de bave rabique.». Ses remarquables expériences seront publiés dans plusieurs articles l'année suivante.
Toujours en 1880, Louis Pasteur commence à s'intéresser à la rage, comme l'atteste une de ses communications. Il prend connaissance des travaux de Galtier, qu'il considère avec un certain dédain, pensant que ces expériences « ne permettent pas de rapprocher, encore moins d'identifier la maladie […] avec la rage ».
Cette attitude de Louis Pasteur est fréquente : il dénigre ses précurseurs pour reprendre à son compte leurs travaux et puis s'en attribuer le mérite… (voir Henry Toussaint, Antoine Béchamp)[réf. nécessaire]

#### 1881
Le 1er août 1881, Galtier envoie une note à l'Académie des sciences. Il y consigne ses expériences d'inoculation intraveineuse du virus rabique dans le torrent circulatoire.
Il écrit :
« Les conclusions qui se dégagent de ces faits sont suivantes :
1°. Les injections de virus rabique dans les veines du mouton ne font pas apparaître la rage et semblent conférer une immunité.
2°. La rage peut être transmise par l'injection de la matière rabique »
Il a donc trouvé un moyen de conférer une immunité contre la rage sur le mouton.
Il publie également dans le bulletin de l'Académie de médecine et écrit entre autres que : « J'ai injecté sept fois la salive rabique dans la jugulaire du mouton sans jamais observé la rage, un de mes sujets d'expérience a été successivement inoculé avec la bave d'un chien enragé, après quatre mois que cette inoculation a été faite, l'animal se porte toujours bien ; il semble avoir acquis l'immunité. Je l'ai inoculé encore quinze jours en lui mettant huit centimètres cubes de salive rabique dans le péritoine ; il va toujours très bien ; prochaine je lui ferais une autre inoculation. »
Pour l'historien des sciences Jean Théodoridès, c'est la première fois dans l'histoire de la médecine que l'on émet l'idée d'immunisation contre la rage avec des résultats expérimentaux probants à la clé.

#### 1882
Cette année, Galtier remarque que « l'inoculation intra-veineuse est inefficace. [Mais] une immunité fait suite, chez le mouton, à cette inoculation » et remarque l'absence de virus dans les centres nerveux.
Ce dernier point attire l'attention de Louis Pasteur qui y voit un défaut de sensibilité dû à la technique d'inoculation sous-cutanée. Il met au point, avec son élève Emile Roux, une inoculation intra-crânienne par trépanation du chien. Ainsi, il arrive à isoler du virus dans les centres nerveux et pressent la notion de neuroprobasie (les neurones sont les cellules de l'organisme les plus sensibles au virus de la rage). En conséquence, le virus va s'y développer préférentiellement, occasionnant une diffusion du virus par les voies nerveuses du point d'inoculation périphérique vers le cerveau).

#### 1883
En 1883, Emile Roux publie sa thèse de doctorat en médecine sur "Des nouvelles acquisitions sur la rage". D'après Jean Théodoridès, ce qui frappe de prime abord dans ce mémoire rédigé par Roux avec minutie et méthode est la fréquente mention des travaux de Galtier cités d'un bout à l'autre. Alors que Louis Pasteur n'évoque que tout à fait incidemment Galtier.

#### 1886
Il publie en 1886 un important livre sur la rage, "La rage envisagée chez les animaux et chez l'homme au point de vue de ses caractères et de sa prophylaxie". Il y expose :
- les symptômes de la maladies
- la curabilité
- l'étiologie où il montre, une fois pour toutes, l'inexistence de la rage "spontanée" et il conclut que "La contagion est la seule cause capable de faire apparaître la rage chez les animaux quels qu'ils soient."
- la transmissibilité de la rage à différents animaux
- les modes de transmission expérimentale de la rage par piqûres
Il y rappelle ses recherches de 1879-1881 et rapporte qu'il les a poursuivies jusqu'en 1886 (date de parution de cet ouvrage).
Le livre traite également des mesures de police sanitaire et de médecine légale, des mesures de contrôle des chiens (port du collier, de la muselière, de la laisse).

#### 1887
En 1887, il reçoit le prix Barbier pour ses travaux sur la rage. Dans son rapport sur le Prix Barbier décerné à Pierre Galtier par l'Académie de Médecine, Edmond Nocard écrit : « La découverte de M. Galtier a donc une haute importance, non seulement au point de vue scientifique, mais encore au point de vue pratique; il est permis d'espérer qu'elle conduira prochainement à l'institution d'un traitement simple, pratique et efficace, permettant de sauver le plus grand nombre d'animaux mordus ».
La même année, il reçoit le Prix Bréant de l'Académie des Sciences (décembre 1887) pour son livre sur la rage. Bouchard, au nom de la commission composée de Marey, Charcot, Brown-Séquard et Verneuil fait ressortir toute l'importance de ses travaux qui précèdent de plusieurs années ceux de Louis Pasteur.

#### 1888
Le 30 janvier 1888, Pierre Galtier publie un article dans les Comptes rendus de l'Académie des Sciences. Il insiste sur le fait que « le virus rabique conserve son activité dans les cadavres enfouis, de sorte que, quand des doutes surgissent après coup sur la nature de la maladie qui a déterminé la mort, l'exhumation et l'inoculation du bulbe sont tout naturellement indiquées ».
Pour Galtier (rappelons qu'il professeur de police sanitaire, de législation médicale et de maladies contagieuses), la conséquence de cette persistance du virus rabique est donc que « dans les questions de prophylaxie à instituer, quand, dans les questions de médecine légale et dans les procès en responsabilité intentés aux propriétaires, on aura des doutes sur la nature de la maladie, il sera indiqué de demander l'exhumation du cadavre, non seulement pour faire l'autopsie, qui, souvent, aura été déjà pratiquée, mais surtout pour faire procéder à l'inoculation du bulbe ».
Le 16 avril 1888, il envoie à nouveau une note. Il rappelle ses expériences faites en 1880-1881 qui démontrent que l'injection du virus rabique dans les veines du mouton et de la chèvre ne leur donne pas la maladie mais leur confère une immunité contre la rage. Il signale également que des recherches faites en 1884 par Edmond Nocard et Emile Roux ont confirmé le bien-fondé de ses déductions. Ces auteurs notent que la méthode d'injection intraveineuse peut prévenir la rage après inoculation dans l'œil et après morsure d'animal rabique.
Dans son article, Galtier relate également ses expériences faites sur des moutons et des brebis.

#### 1891
En 1891 paraît la deuxième édition de son Traité des maladies contagieuses, alors augmentée à deux volumes. Entre autres compléments, il réfute les critiques et autres remarques négatives de Louis Pasteur à propos de ses recherches. Par exemple, ce dernier ne retrouve soi-disant pas chez le chien l'immunité acquise chez le mouton et la chèvre à la suite d'une injection intraveineuse de virus de la rage, alors que Edmond Nocard et Emile Roux ont confirmé en 1888 (cfr supra) par leurs propres expériences faites en 1884 les expériences que Galtier avait faites en 1881.

#### 1904
À cette époque Galtier a perdu quatre de ses huit enfants ainsi que sa femme, et est donc fortement découragé.
Il publie toutefois en 1904 un article qu'il intitule « Pages d'histoire » et dans lequel il écrit : « …j'avais étudié le premier, dès 1879-80-81, les effets de l'injection intraveineuse du virus rabique. J'avais, le premier démontré de la façon la plus péremptoire, son innocuité chez les animaux herbivores et son action immunisante. J'avais établi le premier, avant qu'il fut question de la vaccination par le procédé Pasteur ou autre, que l'immunité contre la rage mortelle pouvait être conférée à certains animaux par un procédé particulier d'inoculation…. Dès 1881, j'avais démontré que les injections de virus dans les veines du mouton et de la chèvre ne font pas apparaître la rage et confèrent l'immunité… ».
Dans cet article, il revendique sa priorité dans la mise en évidence de la possibilité d'obtenir l'immunisation antirabique, en soulignant que les résultats obtenus chez les petits ruminants (mouton, chèvre) furent confirmés par Edmond Nocard et Emile Roux en 1888,.

#### 1907
En 1907, Galtier reçoit un important témoignage d'estime en provenance de l'Institut Karolinska de Stockholm qui lui demande d'envoyer l'ensemble de ses travaux sur la rage afin de proposer sa candidature au prix Nobel de physiologie et de médecine pour l'année 1908. Il décède l'année suivante.

### Les autres travaux de Galtier
Il rédige également divers travaux sur la nature intime des tissus, sur la contagiosité des virus.
Il rédige deux livres sur « Le règlement sanitaire et législation de ses rapports avec le commerce des animaux domestiques » et sur  « Le traité des maladies contagieuses et de la police sanitaire ».
Pierre Galtier s'est essentiellement intéressé aux maladies infectieuses des animaux domestiques : rage, morve, tuberculose, charbon, pneumo-entérites, etc.
En plus de ses découvertes sur la rage, il en réalise aussi sur la morve.

## Œuvres

### Sur les travaux de la rage
- [1879] « Études sur la rage », Recueil de Médecine Vétérinaire, t. 6, 2e série, no 17,‎ 1879, p. 857-867.
- [1879] « Études sur la rage », Annales de Médecine Vétérinaire, t. 28,‎ 1879, p. 627-639.
- [1879] « Études sur la rage » (note de M. Galtier présentée par M. Bouley, 25 août 1879), Comptes rendus de l'Académie des sciences, t. 89,‎ 1879, p. 444-446 (lire en ligne [sur gallica]).
- [1881] « Première démonstration de l'immunité rabique et de la toxicité de la matière nerveuse » (mémoire de M. Galtier présenté par M. Bouley, 25 janvier 1881), Bulletin de l'Académie de médecine, t. 10,‎ 1881, p. 90-94 (lire en ligne [sur gallica]).
- [1881] « Transmission du virus rabique », Bulletin de l'Académie de médecine, t. 10, 2e série,‎ 1881, p. 90-94.
- [1881] « Les injections de virus rabique dans le torrent circulatoire ne provoquent pas l'éclosion de la rage et semblent conférer l'immunité. La rage peut être transmise par l'ingestion de la matière rabique » (note de M. Galtier, présentée par M. Bouley, 1 août 1881), Comptes rendus de l'Académie des sciences,‎ 1881, p. 284-285.
- [1886] La rage envisagée chez les animaux et chez l'homme au point de vue de ses caractères et de sa prophylaxie, éd. Imprimerie de L.Bourgeon, 1886 (lire en ligne [sur gallica])prix Barbier de l'Académie de médecine : séance du 13 décembre 1887. 
 prix Bréant de l'Académie des sciences sur la proposition du professeur Bouchard qui revendique pour le professeur Galtier la première démonstration de l'immunité rabique ; séance du 26 décembre 1887.
- [1888] « Persistance de la virulence rabique dans les cadavres enfouis » (note de M. Galtier présentée par M. Chauveau, 30 janvier 1888), Comptes rendus de l'Académie des sciences, t. 106,‎ 1888, p. 364-366 (lire en ligne [sur gallica]).
- [1888] « Nouvelles expériences sur l'inoculation anti-rabique en vue de préserver les animaux herbivores de la rage à la suite de morsure de chiens enragés. Conservabilité du virus rabique » (note de M. Galtier présentée par M. Chauveau, 16 avril 1888), Comptes rendus de l'Académie des sciences, t. 106,‎ 1888, p. 1189-1191 (lire en ligne [sur gallica]).
- [1888] « Nouvelles expériences tendant à démontrer l'efficacité des injections intraveineuses de virus rabique en vue de préserver de la rage les animaux mordus par des chiens enragés » (note de M. Galtier présentée par M. Chauveau, 12 novembre 1888), Comptes rendus de l'Académie des sciences, t. 107,‎ 1888, p. 798-799 (lire en ligne [sur gallica]).
- [1903] « Cas de rage observés à l'École vétérinaire de Lyon du 1er janvier 1890 au 31 décembre 1902. — Nombre d'animaux carnivores (chiens et chats) présentés à la visite sanitairé, pendant ce même laps de temps après avoir mordu des personnes, et non reconnus enragés », Journal de médecine vétérinaire et de zootechnie, t. 7 5e série,‎ février 1903, p. 65-71 (lire en ligne [sur gallica]).
- [1904] « De l'existence de toxines dans les centres nerveux des animaux atteints de la rage », Journal de médecine vétérinaire et de zootechnie, t. 8, 5e série, 55e de la collection,‎ juin 1904, p. 330-334 (lire en ligne [sur gallica]).
- Galtier 1892, Traité des maladies contagieuses, vol. 2, chap. VIII : Rage, p. 3-233 (long chapitre consacré à la rage).
- [1904] « Une page d'Histoire. Découverte de l'immunité rabique. Vaccination antirabique par injection intraveineuse » (cette note aurait été communiquée en mai 1908 à la mystérieuse "Revue Pasteur de Barcelone", une revue vétérinaire espagnole qui reste introuvable), Journal de médecine vétérinaire et de zootechnie, t. 8, 5e série, 55e de la collection,‎ mai 1904, p. 274-277 (lire en ligne [sur gallica]).

### Sur les autres travaux que la rage
- [1880] Traité des maladies contagieuses et de la police sanitaire des animaux domestiques (présenté en octobre 1880 à l'Académie de médecine par M. Bouley), Lyon, impr. Beau jeune & Cie, 1880, 941 p. (lire en ligne [sur gallica]).
- [1887] « Dangers de l'utilisation des produits tels que le petit lait et le fromage, obtenus avec le lait de vaches tuberculeuses » (note de M. Galtier présentée par M. Chauveau, 9 mai 1887), Comptes rendus de l'Académie des sciences, t. 104,‎ 1er semestre 1887, p. 1333-1335 (lire en ligne [sur gallica]).
- [1887] « De l'emploi des sangs frais dans la clarification des vins, au point de vue de la transmission possible de la tuberculose à l'homme » (note de M. Galtier présentée par M. Chauveau, 27 juin 1887), Comptes rendus de l'Académie des sciences, t. 104,‎ 1er semestre 1887, p. 1879-1881 (lire en ligne [sur gallica]).
- [1887] « Dangers des matières tuberculeuses qui ont subi le chauffage, la dessiccation, le contact de l'eau, la salaison, la congélation, la putréfaction » (note de M. Galtier présentée par M. Chauveau, 25 juillet 1887), Comptes rendus de l'Académie des sciences, t. 105,‎ 2e semestre 1887, p. 231-234 (lire en ligne [sur gallica]).
- [Galtier et Violet 1890] Pierre Galtier et Théophile Violet[n 4], Les pneumo-entérites infectieuses des fourrages ou variétés des affections typhoïdes des animaux solipèdes, Lyon, impr. de Pitrat aîné, 1890mémoire couronné par la Société Nationale d'Agriculture de France (Prix Olivier de Serres). Prix Barbier de l'Académie de médecine, séance du 15 décembre 1891. Traduit en espagnol par Benito Remartinez y Diaz, directeur de La Veterinaria Espanola[35].
- [1891] « Nouvelles expériences tendant a démontrer le role des fourrages dans la genèse des pneumo-entérites infectieuses du cheval », Journal de médecine vétérinaire et de zootechnie, t. 16 3e série,‎ 1891, p. 182-192 (lire en ligne [sur gallica]).
- [1891] « Rapport sur la maladie de la courade qui sévit dans le département de la Haute-Loire », Journal de médecine vétérinaire et de zootechnie, t. 16 3e série,‎ 1891, p. 283-288 (lire en ligne [sur gallica]).
- [1891] « Rapport sur la maladie de la courade qui sévit dans le département de la Haute-Loire » (suite 1), Journal de médecine vétérinaire et de zootechnie, t. 16 3e série,‎ 1891, p. 355-361 (lire en ligne [sur gallica]).
- [1891] « Rapport sur la maladie de la courade qui sévit dans le département de la Haute-Loire » (suite 2), Journal de médecine vétérinaire et de zootechnie, t. 16 3e série,‎ 1891, p. 400-406 (lire en ligne [sur gallica]).
- [1891] « Rapport sur la maladie de la courade qui sévit dans le département de la Haute-Loire » (suite 3), Journal de médecine vétérinaire et de zootechnie, t. 16 3e série,‎ 1891, p. 463-468 (lire en ligne [sur gallica]).
- [1891] « Rapport sur la maladie de la courade qui sévit dans le département de la Haute-Loire » (suite 4), Journal de médecine vétérinaire et de zootechnie, t. 16 3e série,‎ 1891, p. 516-521 (lire en ligne [sur gallica]).
- [1891] « Rapport sur la maladie de la courade qui sévit dans le département de la Haute-Loire » (suite 5), Journal de médecine vétérinaire et de zootechnie, t. 16 3e série,‎ 1891, p. 573-579 (lire en ligne [sur gallica]).
- [1892] « Rapport sur la maladie de la courade qui sévit dans le département de la Haute-Loire » (suite 6), Journal de médecine vétérinaire et de zootechnie, t. 17 3e série,‎ 1892, p. 8-16 (lire en ligne [sur gallica]).
- [1892] « Rapport sur la maladie de la courade qui sévit dans le département de la Haute-Loire » (fin), Journal de médecine vétérinaire et de zootechnie, t. 17 3e série,‎ 1892, p. 75-78 (lire en ligne [sur gallica]).
- [1891-1892] Traité des maladies contagieuses (2e édition revue, corrigée et augmentée. 2 tomes dont t. 1, 1891, 935 p. ; t. 2, 1892, 975 p.), Paris, impr. Hasselin et Houzeau, 1891-1892, 2e éd. (lire en ligne [sur gallica]).Prix Stanski de l'Académie de médecine (séance du 13 décembre 1892).

- [1897] Traité des maladies contagieuses, Paris, impr. Hasselin et Houzeau, 1897, 3e éd. (lire en ligne [sur gallica]).
- [1903] « Action de l'iode sur le virus du charbon bactéridien et sur le virus du charbon symptomatique. Possibilité de transformer l'un et l'autre virus en vaccin par l'addition de la solution de Lugol au moment de l'inoculation », Journal de médecine vétérinaire et de zootechnie, t. 7 5e série,‎ août 1903, p. 462-467 (lire en ligne [sur gallica]).
- [1903] « Pouvoir toxique et immunisant des matières charbonneuses conservées dans la glycérine », Journal de médecine vétérinaire et de zootechnie, t. 7 5e série,‎ novembre 1903, p. 654-657 (lire en ligne [sur gallica]).
- [1904] « Rôle de l'examen bactériologique dans le diagnostic du charbon bactéridién. — Incertitude de ses données dans quelques cas et nécessité de recourir à un procédé de contrôle », Journal de médecine vétérinaire et de zootechnie, t. 8, 5e série, 55e de la collection,‎ janvier 1904, p. 16-19 (lire en ligne [sur gallica]).
- [1904] « Action de la glycérine sur le virus morveux » (mars 1904), Journal de médecine vétérinaire et de zootechnie, t. 8, 5e série, 55e de la collection,‎ 1904, p. 129-131 (lire en ligne [sur gallica]).
- [1904] « Les injections de malléïne entrainent-elles un certain degré d'accoutumance chez les chevaux morveux? » (mars 1904), Journal de médecine vétérinaire et de zootechnie, t. 8, 5e série, 55e de la collection,‎ 1904, p. 131-132 (lire en ligne [sur gallica]).
- [Galtier et Nicolas 1904] Pierre Galtier et J. Nicolas, « De l'immunité des animaux bovins vis-à-vis de la morve. — Propriétés de leur sérum après des inoculations répétées de virus morveux » (février 1904), Journal de médecine vétérinaire et de zootechnie, t. 8, 5e série, 55e de la collection,‎ 1904, p. 72-81 (lire en ligne [sur gallica]).

### Déontologie et aspects administratifs
- [1883] Manuel de police sanitaire (« complément du Traité des maladies contagieuses, complément nécessité par la promulgation de la Loi du 21 juillet 1881… »), Lyon, impr. L. Bourgeon, 1883, 579 p. (lire en ligne [sur gallica]).
- [1902] « Animaux vendus pour la boucherie et reconnus tuberculeux après l'abatage » (dont discussion p. 138-140), Bulletin de la Société centrale de médecine vétérinaire, t. 20,‎ 1902, p. 127-140 (lire en ligne [sur gallica]).
- [1903] « Responsabilité des maréchaux ferrants », Journal de médecine vétérinaire et de zootechnie, t. 7 5e série,‎ janvier 1903, p. 1-10 (lire en ligne [sur gallica]).
- [1903] « Tueries particulières. — Leur autorisation et leur suppression dans les communes qui possèdent un abattoir public », Journal de médecine vétérinaire et de zootechnie, t. 7 5e série,‎ mars 1903, p. 129-134 (lire en ligne [sur gallica]).
- [1903] « Transport des animaux. — Responsabilité des Compagnies de chemins de fer » (à suivre), Journal de médecine vétérinaire et de zootechnie, t. 7 5e série,‎ juin 1903, p. 321-333 (lire en ligne [sur gallica]).
- [1903] « Transport des animaux. — Responsabilité des Compagnies de chemins de fer » (fin), Journal de médecine vétérinaire et de zootechnie, t. 7 5e série,‎ juillet 1903, p. 385-394 (lire en ligne [sur gallica]).
- [1904] « Vente d'un animal provenant d'une écurie infectée de morve » (avril 1904 ; à suivre), Journal de médecine vétérinaire et de zootechnie, t. 8, 5e série, 55e de la collection,‎ 1904, p. 193-204 (lire en ligne [sur gallica]).
- [1904] « Responsabilité des vétérinaires dans l'exercice de leur profession et dans l'accomplissement des fonctions ou des missions qui leur sont confiées » (juillet 1904), Journal de médecine vétérinaire et de zootechnie, t. 8, 5e série, 55e de la collection,‎ 1904, p. 392-405 (lire en ligne [sur gallica]).

## Citations
- « Ce n'est pas assez que son nom soit sauvé de l'oubli, l'avenir doit l'associer à la gloire de Pasteur » (Professeur Pierre Lépine)

- « Je suis particulièrement reconnaissant à Jean Théodoridès d'avoir consacré un chapitre entier aux travaux de Galtier. Ce grand précurseur méconnu de Pasteur (qui ne le cite qu'incidemment) a non seulement démontré le premier la possibilité de rendre des ruminants réfractaires à la rage, mais il en a, en introduisant les passages sur le lapin dans la technique expérimentale (que Pasteur adoptera après l'échec des passages sur le singe) donné à l'expérimentateur le moyen pratique de travailler en toute sécurité pour observer le comportement et l'évolution des souches rabiques. On oublie trop souvent que c'est Galtier qui a par ses travaux ouvert à Pasteur la voie magnifique qui conduisait à l'un des plus grands triomphes de la science médicale » (Professeur Pierre Lépine)[36]

- « C'est Galtier qui, indiscutablement, ouvre la voie moderne à l'expérimentation systématique et raisonnée en matière de rage » (Professeur Pierre Lépine)[37]

- « Ces deux découvertes de Galtier[n 5] faisaient ainsi de la rage une maladie dont l'expérimentation était à la portée de tous les laboratoires, si précaires qu'ils fussent, et dont la guérison préventive pouvait être espérée. On ne s'étonne plus alors que les progrès allassent si vite par la suite en la matière : le virus rabique quand bien même on ignorait sa nature, était enfin apprivoisé, dompté, maîtrisé. Le grand et le premier vainqueur en avait été le Pr Galtier avant Pasteur» (Yves Robin)[38].

- « …Avant de suivre pas à pas les expériences de Pasteur, il convient de préciser que la part de Galtier dans leur succès n'a sans doute jamais été suffisamment soulignée. Certes, tardivement, en 1908, on pensera à lui pour l'attribution du prix Nobel de médecine, mais GALTIER mourra quelques mois avant le délibération du jury qui désigna alors Paul Ehrlich et Metchnikov… » (Patrice Debré)[39]

- « Pour revenir sur ce vaccin, c'est Galtier, vétérinaire mentionné comme précurseur de Pasteur… qui va le premier réaliser la vaccination des ruminants contre la rage.[Qui ?]

Même Maurice Vallery-Radot, très pasteurien, dira dans son livre l'influence de Galtier : « Dans un premier temps Pasteur a loué l'initiative de Galtier, dans un premier temps il l'a contestée, c'était un peu la façon d'agir de Pasteur » et il poursuit « il convient de reconnaître que l'antériorité des travaux sérieux sur la rage revient à Galtier qui dans cette voie a précédé Louis Pasteur de 20 mois ».
Galtier recevra le prix Bréhant de 30 000 francs or et disait en parlant de Pasteur : « quand je parle d'expérience sur le mouton, il me parle lui de chien ; impossible de discuter avec cet homme-là ». Galtier, pour son vaccin, partait de salive d'animal infecté, Pasteur lui prit des bulbes rachidiens de chiens enragés. Dès 1879, Galtier va proposer un traitement curatif par un moyen préventif. Il constate de grosses différences d'action suivant l'espèce d'animal et aussi de virulence suivant le passage sur des animaux dont il a testé les réponses. Pasteur est pressé comme d'habitude de commencer les essais sur l'homme et il va se servir de moelle rabique desséchée par la potasse caustique dans le fameux flacon à double tubulure de Roux, sans le lui dire d'ailleurs. » (Pierre-Yves Laurioz)
- «En recherchant un moyen d'empêcher la rage chez les sujets mordus par un animal enragé en les vaccinant très rapidement après les morsures, Galtier eut une idée tout à fait neuve et vraiment géniale… Il avait en effet compris que la maladie n'était plus dangereuse que lorsque le virus encore inconnu avait pénétré dans les centres nerveux amenant une issue fatale. L'incubation de la rage étant assez longue, il était intéressant et utile de provoquer une immunité empêchant l'apparition de la maladie…» (Philippe Decourt)[41]

- «Un jeune médecin, Emile Roux reprend les recherches de Galtier et, en 1883, consacre sa thèse de doctorat à de Nouvelles acquisitions sur la rage. C'est Roux qui mit au point le procédé d'inoculation intracérébrale après trépanation. La méthode d'atténuation d'un virus par le «vieillissement  in vitro », préconisé par Peuch, de l'École vétérinaire de Toulouse, était déjà bien connue pour la vaccination contre la clavelée (ou «variole des moutons »).[réf. souhaitée] C'est Roux encore qui, dans le même but, utilisa des tubes larges à double ouverture, en desséchant et faisant vieillir les moelles de lapins avec de la potasse placée dans le fond des tubes. Ce sont des procédés que Pasteur utilisera en imitant les travaux de Roux qui travaillait dans son laboratoire. Dans sa récente et excellente Histoire de la rage[18] notre collègue Jean Théodoridès écrit que la méthode utilisée par Pasteur au laboratoire « est issue directement des travaux de Galtier sur la rage du lapin », et plus précisément des techniques de Roux. Mais celui-ci ne fut pas d'accord avec Pasteur pour son premier essai d'application chez l'homme parce que cet essai était trop précoce, l'innocuité n'étant pas certaine. C'est pourquoi la Note d'octobre 1885 fut présentée par Pasteur sans la signature de Roux. L'avenir montrera que Roux avait raison.»  (Philippe Decourt)[42].

- «Tout historien des sciences sait à quel point la notion de précurseur est à manier avec précautions. Toutefois, la remarquable contribution à la découverte de la vaccination antirabique de Pierre Victor Galtier (1846-1908) nous paraît faire exception.» (Antonio Cadeddu)[43]